# Урарту (стадион)
«Урарту» (прежнее название — «Бана́нц», арм. մարզադաշտ „Բանանց“) — многоцелевой, открытый стадион в Ереване (округ Малатия-Себастия), Армения. Вместимость стадиона составляет около 5 000 зрителей. Средняя посещаемость составляет 710 человек за игру. Служит домашней ареной для футбольных клубов «Урарту» и «Урарту-2».

## История
Стадион построен был в 2006 году при содействии УЕФА, для проведения главным образом футбольных матчей. Рядом с большим поле имеются два маленьких для тренировочных процессов молодёжных и юношеских команд «Бананц». В 2008 году было установлено искусственное покрытие, которое позволяет проводить тренировки в конце осени и в конце зимы.
Спустя два года стадион был отремонтирован и практически полностью переделан. В мае 2011 года он был вновь открыт. После капитального ремонта поле стадиона стало одним из лучших в регионе, а одноимённая команда имеет право проводить на стадионе матчи Лиги Чемпионов или Лиги Европы.
Стадион входит в состав тренировочного центра «Урарту».